# جيف فيرمولين
جيف فيرمولين (بالهولندية: Jeff Vermeulen)‏ هو دراج هولندي، ولد في 7 أكتوبر 1988 في زفوله في هولندا.

## وصلات خارجية
- جيف فيرمولين على موقع الاتحاد الدولي للدراجات (الإنجليزية)
- جيف فيرمولين على موقع أرشيف الدراجات (الإنجليزية)
- جيف فيرمولين على موقع إحصائيات الدراجات الإحترافية (الإنجليزية)
- جيف فيرمولين على موقع نسبة الدراجات (الإنجليزية)
- جيف فيرمولين على موقع MTB Data (الإنجليزية)